# 1. deild 1970
La 1. deild 1970 fu la 59ª edizione della massima serie del campionato di calcio islandese disputato tra il 23 maggio e il 27 settembre 1970 e conclusa con la vittoria del ÍA, al suo settimo titolo.
Capocannoniere del torneo fu Hermann Gunnarsson (ÍBA) con 14 reti.

## Formula
Le squadre partecipanti passarono dalle sette della stagione precedente alle otto di quella attuale e si incontrarono in un turno di andata e ritorno per un totale di quattordici partite.
L'ultima classificata retrocedette in 2. deild karla.
Le squadre qualificate alle coppe europee furono tre: i campioni alla Coppa dei Campioni 1971-1972, la seconda alla Coppa UEFA 1971-1972 e i vincitori della coppa nazionale alla Coppa delle Coppe 1971-1972.

## Squadre partecipanti
| Club     | Città          | Stadio | Posizione 1969     |
| -------- | -------------- | ------ | ------------------ |
| Fram     | Reykjavík      |        | 6°                 |
| KR       | Reykjavík      |        | 3°                 |
| Valur    | Reykjavík      |        | 5°                 |
| ÍBV      | Vestmannaeyjar |        | 4°                 |
| ÍBA      | Akureyri       |        | 7°                 |
| Keflavík | Keflavík       |        | Campione d'Islanda |
| ÍA       | Akranes        |        | 2°                 |
| Víkingur | Reykjavík      |        | 2. deild           |

## Classifica finale
|                    | Pos. | Squadra  | Pt | G  | V | N | P  | GF | GS | DR  |
| ------------------ | ---- | -------- | -- | -- | - | - | -- | -- | -- | --- |
| Islanda (bandiera) | 1.   | ÍA       | 20 | 14 | 8 | 4 | 2  | 24 | 15 | +9  |
|                    | 2.   | Fram     | 16 | 14 | 8 | 0 | 6  | 28 | 19 | +9  |
|                    | 3.   | Keflavík | 16 | 14 | 7 | 2 | 5  | 18 | 15 | +3  |
|                    | 4.   | KR       | 14 | 14 | 5 | 4 | 5  | 18 | 16 | +2  |
|                    | 5.   | Valur    | 14 | 14 | 5 | 4 | 5  | 23 | 24 | -1  |
|                    | 6.   | ÍBA      | 13 | 14 | 4 | 5 | 5  | 32 | 30 | +2  |
|                    | 7.   | ÍBV      | 13 | 14 | 6 | 1 | 7  | 20 | 25 | -5  |
|                    | 8.   | Víkingur | 6  | 14 | 3 | 0 | 11 | 18 | 37 | -19 |

Legenda:
      Campione d'Islanda e ammesso alla Coppa dei Campioni
      Ammesso alla Coppa delle Coppe
      Ammesso alla Coppa UEFA
      Retrocesso in 2. deild karla
Note:
Due punti a vittoria, uno a pareggio, zero a sconfitta.

### Verdetti
- ÍA Campione d'Islanda 1970 e qualificato alla Coppa dei Campioni
- Fram qualificato alla Coppa delle Coppe
- Keflavík qualificato alla Coppa UEFA
- Víkingur retrocesso in 2. deild karla.